# Club Deportivo Leones Negros de la U. de G.
El Club Deportivo Leones Negros de la Universidad de Guadalajara, conocido como U. de G. o Leones Negros de la U. de G. Es un equipo de fútbol mexicano ubicado en la ciudad de Guadalajara. Juega en la Liga de Expansión MX y este equipo pertenece y representa a la Universidad de Guadalajara, máxima casa de estudios del Estado de Jalisco.

## Historia

### Orígenes y época dorada
El fútbol profesional de la Universidad de Guadalajara fue creado en 1970 como los “Venados” en la Tercera División, en la administrado por Ignacio Maciel Salcedo quien apoyaba el anhelo de Rafael García de Quevedo, entonces Secretario General y principal precursor del fútbol en la Universidad de Guadalajara.
La participación de los “Venados” se dio gracias al empeño y la entrega de Tito Gutiérrez, forjador de varias generaciones de futbolistas universitarios. En la temporada 1972/1973 el equipo de la UdeG inicia a jugar en la Segunda División. Con la llegada, adoptan el nombre de “Leones” con la integración de la Comisión Administrativa del Equipo de Fútbol. Para la campaña 73/74 realizan uno de los mejores torneos de esa división al constituirse como líderes generales y en todos los departamentos. Sin embargo, pierden los juegos finales contra la Universidad Autónoma de Nuevo León, con marcador global de 2-3.
No obstante, el Rector Rafael García de Quevedo continúa con su esfuerzo de contar con un equipo en Primera División; lo cual se logra en la temporada 74/75 al comprar la franquicia del Club de Fútbol Torreón en tres millones de pesos antiguos. El debut en Primera División fue el 14 de junio de 1974 en el Estadio Azteca contra el Club América con una excelente actuación del portero René Vizcaíno y la presentación de los jugadores brasileños Jair de Jesús Pereira, Belarmino de Almeida Junior "Nené", Roberto da Silva, João Justino Amaral dos Santos y Carlos de Jesús Eusebio. Durante este partido el cronista Ángel Fernández Rugama los bautiza como los Leones Negros  por la presencia de los futbolistas brasileños, algunos de ellos negros; por lo cual adoptan el mote.
Su primera campaña fue bajo las órdenes del técnico brasileño José Gomes Nogueira y alcanzó acumular 42 puntos. En este plantel figuraban jugadores como Ignacio Calderón, Héctor Santoyo, Rubén Anguiano, Ricardo Chavarín,  Roberto da Silva, Belarmino de Almeida Junior, Carlos de Jesús Eusebio, Jair de Jesús Pereira, Manuel Nájera, Manuel Guillén, Marcos Rivas, René Vizacaino entre otros.
Con este plantel se consiguieron dos subcampeonatos, el primero en la temporada 75/76 en final que se jugó contra el Club América y la 76/77 que también perdió contra el Club Universidad Nacional por la mínima diferencia con un gol de Evanivaldo Castro "Cabinho".
Después de ser subcampeones de Liga de la temporada 1976-77, ganan el derecho de disputar la Copa de Campeones de la CONCACAF 1978, ahí se enfrentan a otros felinos universitarios en la final de la Zona Norteamericana, los Pumas UNAM quien avanzó automáticamente debido a que el club que se iban a enfrentar, Macabbi Los Angeles se retiró del torneo antes de jugar los dos partidos, el partido de ida se disputó en el Estadio Olímpico Universitario donde los Leones Negros UDG ganaron por un gol a cero con gol del brasileño Belarmino de Almeida Jr. 'Nené' al 50', el partido de vuelta sería ganado de nuevo ganado por la UdeG por el mismo resultado con gol de otro brasileño Carlos de Jesús Eusebio al minuto 35 en el Estadio Jalisco, luego de esos juegos, los Leones Negros tendrían que enfrentar en las semifinales al Comunicaciones FC de Guatemala para esperar en la gran final al Defence Force de Trinidad y Tobago. Al final, esos partidos no se pudieron jugar por desacuerdos de calendario y administrativos, por lo que la Concacaf declaró como campeones del área a los 3 equipos; este título significó el mayor logro del club.
El proyecto de formación continuó y para la temporada 89/90 se contrata a Alberto Guerra quien supera todos los pronósticos y establece un récord de puntos en temporada regular con 55 unidades, pero pierde en la fase final contra el Puebla.
Con la llegada de Raúl Padilla López, la política del fútbol también se modifica e instala como presidente de la Comisión al Arq. Jorge Enrique Zambrano Villa. El exrector contrata los servicios de Alberto Guerra, y este entrenador le da a la Universidad de Guadalajara el campeonato de Copa el 26 de enero de 1991, contra el Club América con gol de Víctor Rodríguez.
Con Alberto Guerra se juega la tercera final en la temporada 89/90. Este equipo eliminó al América en semifinales, aunque después perdió la final contra Puebla, dirigido por Manuel Lapuente e integrado por varias figuras, en dos emocionantes partidos, con marcador global de 4-6. En este cuadro subcampeón, además de los mencionados Dávalos y Rodríguez, sobresalieron Daniel Guzmán, Humberto Romero “Romerito”, Octavio Mora, Alfonso Sosa, Luis Felipe “El Halconcito” Peña, Martín Vázquez, Luis “Misil” Flores y el arquero Víctor Manuel Aguado. Fue lo más relevante en su historia porque los años que vendrían serían de calvario, hasta su remate final el 2 de abril de 1994 cuando juegan el último partido de su historia en 1.ª en cuanto a torneos largos se refiere; fue contra el Atlas, perdiendo 2-1 con jugadores como Edervaldo Lourenço, Glauco dos Santos, Clay Cassius Silva, Deraldo Marques y Vanderlei da Silva, que fueron anunciados como grandes contrataciones pero que resultaron ser un fracaso.

### Tiempos difíciles
Al desaparecer la franquicia en una compra-venta realizada por la Federación Mexicana de Fútbol, administradora de la liga en aquel entonces, se conservó la franquicia filial de la segunda división, el equipo «Bachilleres», que logró el subcampeonato ante el Cruz Azul Hidalgo en la temporada 1994-95 y posteriormente el título en la 1996-97, obteniendo el ascenso a la Primera División "A" donde permaneció hasta que la franquicia fue vendida en 2002.
El fútbol universitario tras la desaparición de los Bachilleres, se mantuvo con los "Cachorros UdeG" en la Segunda División Mexicana a partir del torneo Apertura 2002 en la Zona Occidente. En el torneo Clausura 2005 el equipo, de la mano de jugadores como Miguel “Pelos” González, Iván Ramírez, Luis “Perico” Ponce y Armando Rangel, y bajo la tutela del entrenador Luis Plasencia, estuvo cerca del ascenso a la Primera División "A", primero perdiendo la final de segunda división contra Académicos por global de 4-0 y después perdiendo la promoción contra las desaparecidas Chivas La Piedad equipo en el que entonces militaba el actual delantero felino Renato Rivera. Para el Torneo Apertura 2007 el equipo cambió de sede para jugar en el Estadio Municipal Santa Rosa de Ciudad Guzmán, Jalisco a unos km de Guadalajara.

### Reaparición en la Liga de Ascenso (2009-2014)
El 21 de mayo de 2009 se confirmó el regreso de los Leones Negros de la Universidad de Guadalajara a la Liga de Ascenso de México, tras siete años de la desaparición de Bachilleres.
Desde tiempo atrás, varios empresarios, entre ellos Salvador Martínez Garza, habían intentado devolver al equipo a las divisiones superiores del fútbol mexicano. Este objetivo se concretó mediante la compra de la franquicia del Club Deportivo Tapatío, entonces filial del Club Deportivo Guadalajara, por un monto de 800 mil dólares. Con ello, la UdeG volvió a competir con miras a regresar a la Primera División.
El torneo Apertura 2013 marcó su mejor participación desde el regreso, alcanzando la final y derrotando a los Rayos del Necaxa con marcador global de 2-1, lo que les otorgó el campeonato y medio boleto para disputar la promoción al máximo circuito.

### Regreso a Primera División después de 20 años (2014-2015)
Bajo la dirección técnica de Alfonso Sosa, los Leones Negros disputaron la Final de Ascenso 2013-14 contra los Estudiantes Tecos. El partido de ida, celebrado en el Estadio Tres de Marzo, finalizó con empate sin goles. La vuelta, jugada el 10 de mayo de 2014 en el Estadio Jalisco, comenzó de forma desfavorable para la UdeG, con un gol de Marco Bueno al minuto 57 que puso en ventaja a los Tecos. Sin embargo, Marcelo Alatorre igualó el marcador al minuto 82, forzando los tiempos extra. La definición se dio en tanda de penales, donde tras varias ejecuciones acertadas y fallos en ambos bandos, fue el portero Humberto Hernández quien anotó el penal decisivo que selló el retorno de los Leones Negros a la Primera División, tras 20 años de ausencia.
La reaparición oficial en el máximo circuito se dio el 19 de julio de 2014 en la jornada 1 del torneo Apertura 2014, visitando a Monterrey en el Estadio Tecnológico, encuentro que terminó con derrota 3-1; el primer gol de los Leones en esta etapa fue obra de Andrés Ríos. En su debut como locales, cayeron 0-1 ante Querétaro. La primera victoria llegó hasta la jornada 6, con un triunfo 1-0 sobre el Club León gracias a un gol de Fidel Martínez. El equipo finalizó el torneo en la posición 14 con 17 puntos, producto de tres victorias, ocho empates y seis derrotas. En la tabla de cociente compartía el último lugar con Puebla y Veracruz, todos con un promedio de un punto por partido.

#### Descenso a la Liga de Ascenso
El torneo Clausura 2015 comenzó con una victoria sobre Monterrey gracias a otro tanto de Fidel Martínez. No obstante, el equipo tuvo un rendimiento irregular que incluyó una racha de cuatro derrotas consecutivas. Pese a esto, en las jornadas 8 y 9 sorprendieron venciendo al Club América en el Estadio Azteca y a Tigres en el Jalisco, lo que renovó sus aspiraciones de permanencia. Sin embargo, en las fechas finales los resultados no les favorecieron.
En la última jornada, celebrada el 9 de mayo de 2015, los Leones Negros aún tenían posibilidades de mantenerse en la categoría si vencían a Cruz Azul y Puebla perdía ante Santos Laguna. La UdeG cumplió al ganar 2-0 con goles de Jonathan González, pero Puebla empató 2-2 en Torreón. Ambos equipos terminaron con el mismo promedio en la tabla de cocientes, pero la diferencia de goles favoreció a Puebla. Así, los Leones Negros descendieron nuevamente a la Liga de Ascenso.

### Segunda etapa en la Liga de Ascenso (2015-2020)
Ya en la Liga de Ascenso, el equipo fue dirigido por Daniel Guzmán. En el Apertura 2015 mostraron un desempeño irregular que los llevó a mantenerse en zona de clasificación gran parte del torneo, aunque finalmente quedaron fuera de liguilla al terminar en octavo lugar.
En el Clausura 2016 iniciaron con una racha positiva que los mantuvo en el liderato desde la jornada 2 hasta el final de la fase regular, clasificando directamente a semifinales. Ahí enfrentaron a Mineros de Zacatecas. La ida terminó 1-1 con gol de Jorge Mora por parte de los melenudos. En la vuelta, disputada en el Jalisco, cayeron 2-1, siendo eliminados con un marcador global de 3-2.
A pesar del buen desempeño general, la directiva decidió no renovar a Guzmán y contrató a Joel Sánchez "El Tiburón", quien apostó por una base de jóvenes canteranos, complementados por elementos de experiencia como Ismael Valadéz, presente campeón de goleo quien fue incorporado a la plantilla. Sin embargo, los resultados no acompañaron el proyecto, y el equipo no logró clasificarse a ninguna liguilla durante los dos torneos en los que Sánchez estuvo al frente, motivo por el cual fue cesado al finalizar el Clausura 2017.

#### Era de Jorge Dávalos y final del Clausura 2018
Para el Apertura 2017, la institución nombró como director técnico a Jorge "El Vikingo" Dávalos, histórico capitán del club, quien también apostó por una plantilla mayoritariamente formada en las fuerzas básicas. La inexperiencia de los elementos juveniles del plantel, quienes asumieron la responsabilidad de liderar al equipo, se reflejó en un bajo rendimiento durante el torneo Apertura 2017. El equipo finalizó con apenas 13 puntos, ubicándose en la antepenúltima posición de la tabla general.
Con miras al Clausura 2018, la directiva realizó importantes incorporaciones al plantel, sumando jugadores con experiencia en Primera División para fortalecer al equipo. Entre los refuerzos destacaron los defensores Kristian Álvarez y Néstor Vidrio, así como el mediocampista Christian “El Recodo” Valdez. La inversión se tradujo en una mejora significativa en el desempeño del equipo, que se consolidó como el mejor local del torneo y logró clasificarse a la liguilla tras un año y medio de ausencia, al finalizar en la tercera posición de la tabla general.
En los cuartos de final, Leones Negros enfrentó al Atlante, equipo que finalizó en la sexta posición. En el partido de ida, disputado en el Estadio Andrés Quintana Roo, los Potros de Hierro se impusieron 2-0. Sin embargo, en el encuentro de vuelta celebrado en el Estadio Jalisco, la escuadra universitaria remontó con un contundente 4-0, avanzando a semifinales con un marcador global de 4-2. 
En semifinales, el rival fue Alebrijes de Oaxaca. Tras empatar 2-2 en la ida, disputada en Oaxaca, y 1-1 en la vuelta en Guadalajara, Leones Negros accedió a la final gracias a la regla del gol de visitante.
La final comenzó el 26 de abril de 2018 en el Estadio Olímpico de Tapachula, donde Cafetaleros se impuso por la mínima diferencia. La vuelta se jugó el 29 de abril en el Estadio Jalisco. Cafetaleros amplió la ventaja global a 2-0 con un gol al minuto 34. Leones Negros respondió rápidamente con goles de Efrén Mendoza y Jesús "La Joya" Vázquez, empatando el marcador global antes del descanso. En la segunda mitad, Cafetaleros anotó nuevamente para poner el marcador global 3-2. A pesar de los intentos de la UdeG por igualar el resultado, el marcador no se movió, y Cafetaleros se coronó campeón del certamen ante un Estadio Jalisco casi a su máximo aforo.
Pese a no lograr el campeonato, el proyecto encabezado por Dávalos fue considerado exitoso, especialmente por su enfoque en el desarrollo de jugadores juveniles. Como resultado, se le ratificó como director técnico de cara al siguiente torneo. Para el ciclo futbolístico 2018–19, la directiva optó por no realizar incorporaciones de renombre y, en su lugar, retener a la base del plantel que había alcanzado la final del torneo anterior. Esta decisión resultó en un desempeño discreto a lo largo del año, con el equipo permaneciendo en la zona media de la tabla en ambos torneos.
En el Apertura 2018, Leones Negros logró clasificarse a la liguilla en la octava posición. En cuartos de final enfrentó al líder general del torneo, FC Juárez. La eliminatoria se mantuvo igualada con empates 1-1 tanto en la ida como en la vuelta, pero el conjunto fronterizo avanzó a semifinales por mejor posición en la tabla.
Tras no alcanzar la clasificación a la liguilla en el Clausura 2019, la directiva optaría, de cara al siguiente torneo, por un nuevo proyecto encabezado por un técnico de gran experiencia en la división de plata: Ricardo Rayas. El estratega daría salida a varios de los elementos base que habían alcanzado la última final e incorporaría nuevos rostros al plantel para el Apertura 2019, como el defensa Arturo “Palermo” Ortiz, el guatemalteco Marvin Ceballos y el delantero Rafael Durán.
No obstante, la incorporación más mediática sería la del histórico delantero mexicano Omar Bravo, quien originalmente se había unido al cuerpo técnico de los Leones Negros durante la pretemporada para cumplir con sus prácticas profesionales. Sin embargo, de cara al inicio del torneo, Bravo confirmaría su regreso del retiro a las canchas, generando gran expectativa entre la afición.
A tan solo dos jornadas de concluir el torneo regular, y con el equipo aún peleando la clasificación a la liguilla, Rayas anunciaría su renuncia como timonel del equipo “por motivos familiares y de salud”. En su lugar, el club volvería a confiar en Jorge Dávalos, quien tomaría nuevamente las riendas del equipo.
Con dos victorias en sus últimos partidos, Dávalos lograría asegurar el boleto a la liguilla, clasificando en la cuarta posición de la tabla general. En los cuartos de final, el rival sería el Club Atlético Zacatepec, que, tras imponerse por la mínima diferencia tanto en la ida como en la vuelta, terminaría con las aspiraciones de los melenudos de alzarse con el campeonato.

#### Suspensión del ascenso y apelación ante el TAS
Producto de la pandemia de COVID-19, el 24 de abril de 2020, los representantes de las diferentes categorías del fútbol mexicano hicieron oficial el llamado "Proyecto de Estabilización", propuesto por la Federación Mexicana de Fútbol, con el objetivo de “rescatar a los equipos de la Liga de Ascenso de México con problemas financieros y evitar, de esta forma, la desaparición de la segunda categoría del fútbol profesional en México”.
Este acuerdo contemplaba, entre otros puntos:
- La finalización anticipada del torneo Clausura 2020.
- La suspensión del ascenso y descenso por los siguientes seis años.
- La destinación de $240 millones de pesos anuales durante seis años ($20 millones por club cada año), para apoyar el desarrollo de las instituciones participantes.
- La desaparición de la Liga de Ascenso, que daría paso a la creación de la Liga de Expansión MX, conformada por los clubes que militaban en el ascenso, tres equipos invitados de la Liga Premier, y filiales de clubes de la Liga MX.

El 18 de mayo de 2020, Leones Negros de la UdeG, en conjunto con Correcaminos de la UAT y Venados de Yucatán, anunciarían a través de sus redes sociales la presentación de una apelación ante el Tribunal de Arbitraje Deportivo (TAS) en contra de la decisión de la FMF de suspender el ascenso por seis años. El objetivo principal de esta acción legal era revocar la medida e intentar mantener el formato competitivo vigente hasta ese momento.
Sin embargo, el 19 de noviembre de 2020, el TAS fallaría en contra de los tres clubes. En su resolución, el tribunal declararía que: “El TAS reconoce que el actuar del Comité Ejecutivo y la Asamblea de la FMF ha sido conforme a derecho, de acuerdo con sus estatutos, y respetando los derechos de todos y cada uno de los clubes.”
De esta manera, se confirmaba la suspensión temporal del ascenso y descenso por seis temporadas, lo que marcaba un antes y un después en la estructura del fútbol mexicano.

### Liga de Expansión (2020-Actualidad)
Tras la confirmación de la suspensión del ascenso y la creación de la Liga de Expansión MX, los Leones Negros fueron incluidos como uno de los clubes fundadores de la nueva categoría. Durante este primer año en la Liga de Expansión, el equipo atravesó una etapa de reestructuración en la que se mantuvieron constantemente en la parte baja de la tabla general, llegando incluso a finalizar en el último lugar del torneo Guard1anes 2021.

#### Segunda etapa de Alfonso Sosa
El 7 de septiembre de 2021, el patronato del club anunció el regreso de Alfonso Sosa como director técnico, estratega que ya había logrado el ascenso con la institución en 2014. Sosa debutó en la jornada 8 del torneo Apertura 2021 con una victoria por 3-0 ante el Tapatío en el Estadio Jalisco. Bajo su mando, el equipo finalizó el torneo en la sexta posición, accediendo al repechaje, donde eliminaron a Correcaminos con un gol de Marco “La Pantera” Granados. Posteriormente, cayeron en cuartos de final ante Celaya.
Durante los siguientes torneos, Alfonso Sosa logró consolidar a varios canteranos como referentes del equipo, complementándolos con refuerzos cada semestre, lo que convirtió a la UdeG en un constante protagonista de la categoría. Asimismo, bajo su gestión, varios jugadores lograron dar el salto a la Primera División, como Paul Bellón (León) y Rodrigo Godínez (Tijuana) en 2022, Carlos Baltazar (Puebla) en 2023 y Salím Hernández (Querétaro) en 2024.
En el Clausura 2022, el equipo rozó el liderato general al concluir en la segunda posición con 29 puntos, pero fue nuevamente eliminado en cuartos de final esta vez por el Atlante.
Para el Apertura 2022, se reforzaron con jugadores procedentes de la Liga MX como Dionicio Escalante y Martín Galván, además de elementos que se volverían pilares como Miguel Vallejo y el delantero Óscar Villa, quien destacó por su cuota goleadora pese a su breve estancia en el club de un único semestre. En ese torneo finalizaron terceros en la clasificación general, superaron a Venados en cuartos de final, pero volvieron a ser eliminados por Atlante, esta vez en semifinales.
El Clausura 2023 marcó un tropiezo dentro del proyecto de Sosa, ya que el equipo concluyó en la posición 13 de la tabla general. A pesar de ello, logró acceder al repechaje debido a que Pumas Tabasco, ubicado en la posición 11, terminó último en la tabla de cocientes y no pudo participar en la fase final. En la reclasificación, UdeG eliminó a Tepatitlán como visitante, aunque nuevamente cayó en cuartos de final ante Celaya.
Para el segundo semestre de 2023, la institución incorporó refuerzos como los defensas Ulises Torres y Arturo “Zully” Ledesma, quien se convertiría en el capitán del equipo, además de los mediocampistas Edson Torres, Edson Rivera y Jesús Henestrosa. También se sumaron figuras de renombre con experiencia en Primera División como Gael Sandoval y Carlos Fierro. Estos elementos ayudaron a que en el Apertura 2023 los Leones Negros volvieran a pelear por los primeros puestos, quedando en la segunda posición de la tabla general, a solo un punto del líder. En la liguilla eliminaron al Atlético Morelia en cuartos de final, pero una vez más fueron eliminados por el Atlante en semifinales, consolidándose este como su principal verdugo en la división.
En el Clausura 2024, con la incorporación de Jahaziel Marchand proveniente del Pachuca y de Jonathan “Cuba” Sánchez, los Leones Negros repetirían la segunda posición del certamen, enfrentando en cuartos de final a Mineros, a quienes eliminaron tras empatar 0-0 en Zacatecas y lograr una contundente victoria 3-0 en el Estadio Jalisco. 
En semifinales, se midieron ante Club Atlético La Paz, logrando un empate 1-1 en la ida y posteriormente imponiéndose 3-1 en la vuelta con un doblete de Edson Rivera, lo que significó el pase a la primera final de la UdeG en la Liga de Expansión. 
Su rival sería, por segundo semestre consecutivo en liguilla, el Atlante. La ida se disputó el 8 de mayo de 2024 en el Estadio Ciudad de los Deportes, donde los Potros de Hierro se impusieron con un marcador de 2-0, dejando todo para la vuelta el 12 de mayo en el Estadio Jalisco. Los universitarios lograron recortar distancias en el global con un gol de Miguel Vallejo al minuto 24, sin embargo, al 42’, Rafael Durán—viejo conocido del conjunto melenudo—anotó el 3-1 global a favor del Atlante. Finalmente, un tanto adicional al minuto 73 sentenció la serie y reafirmó la hegemonía del equipo capitalino sobre los Leones Negros en instancias definitivas.
Para el siguiente año futbolístico, con un equipo ya bien establecido, se incorporarían otros dos jugadores provenientes de primera división: Alejandro Organista de Chivas y el delantero centro Jesús Ocejo de Santos, este último llegando a préstamo por un año además del defensa Juan Aguayo. En el Apertura 2024, los Leones Negros volverían a colocarse entre los mejores equipos del torneo, finalizando en la tercera posición de la tabla general, nuevamente a solo un punto del líder. En cuartos de final, eliminarían a Mineros, repitiendo la fórmula del torneo anterior, y avanzarían a semifinales para enfrentar al Tapatío en una serie sumamente cerrada. Ambos encuentros finalizaron con empate a dos goles, tanto en la ida como en la vuelta, lo que daría el pase a la final al conjunto rojiblanco debido a su mejor posición en la clasificación general, dejando a la escuadra universitaria una vez más a las puertas del título.

#### Campeonato de Liga de Expansión
El torneo Clausura 2025 marcaría un certamen redondo y prácticamente “perfecto” para la Universidad de Guadalajara. Luego de varias campañas quedándose cerca, esta vez el equipo lograría concluir la fase regular en la primera posición de la tabla general con 29 puntos, además de consolidarse como la mejor ofensiva del campeonato con 31 goles anotados. Jesús Ocejo se consagraría como el primer campeón de goleo en la historia del equipo con 13 tantos, cifra que además establecería un nuevo récord para un campeón de goleo en la Liga de Expansión.
Pese al notable rendimiento durante la fase regular, la liguilla resultaría ser un desafío complicado para la escuadra universitaria. En cuartos de final enfrentaron al Tepatitlán, iniciando la serie el 24 de abril de 2025 en el Estadio Tepa Gómez, donde los locales se impondrían 2-1, con Jesús Ocejo marcando el tanto de la UdeG. En la vuelta, disputada tres días después en el Estadio Jalisco, Jahaziel Marchand abriría el marcador igualando el global 2-2. Sin embargo, un nuevo tanto de Tepatitlán al minuto 52 volvería a poner cuesta arriba la eliminatoria para los melenudos, que no se rendirían y encontrarían la igualada al 73 gracias a una jugada individual de Joel Pérez por la banda derecha, quien tras llegar a línea de fondo enviaría un pase retrasado al corazón del área para que el canterano Denilson Muñoz empujara el balón al fondo de la red. El empate global 3-3 clasificaría a la UdeG a semifinales por su mejor posición en la tabla.
En semifinales, la Universidad de Guadalajara se mediría ante el Atlético Morelia. El partido de ida, disputado el 3 de mayo en el Estadio Morelos, terminaría con un contundente 2-0 a favor del conjunto michoacano, dejando comprometida la eliminatoria para los melenudos. La vuelta, celebrada una semana después el 11 de mayo en el Estadio Jalisco, se complicaría aún más para los locales tras la expulsión de Ulises Torres al minuto 38. Sin embargo, contra todo pronóstico, la reacción universitaria llegaría en la segunda mitad: al minuto 54, Alejandro Bravo recortaría distancias con un soberbio gol de tiro libre, y seis minutos más tarde, Jesús Ocejo anotaría desde el punto penal para empatar el global. A pesar de una nueva expulsión, esta vez de Joel Pérez al 85, la UdeG resistiría con nueve hombres sobre el terreno de juego y lograría mantener el empate global 2-2, asegurando así su pase a la gran final por mejor posición en la tabla.
El rival a enfrentar en la final sería la Jaiba Brava de Tampico-Madero. La serie comenzaría el 17 de mayo en un Estadio Tamaulipas a su máxima capacidad, con una afición completamente volcada en apoyar al conjunto local. Desde los primeros minutos, el equipo tamaulipeco haría valer su condición de local y aprovecharía tanto el clima caluroso como el impulso de su gente para poner en aprietos a los universitarios. Al minuto 25, Omar Soto recuperaría un balón en los linderos del área, combinando rápidamente con un compañero para quedar mano a mano frente a Felipe "Pipe” López, definiendo con frialdad para abrir el marcador. Aunque la UdeG lograría generar un par de oportunidades de peligro, el arquero Gerardo “Kampa” Ruíz respondería con grandes atajadas, evitando la caída de su marco. En la última jugada del primer tiempo, un tiro de esquina sería bien aprovechado por Rubén Domínguez, quien conectaría de cabeza; si bien López alcanzaría a tapar el primer disparo, el rebote quedaría en el área chica, permitiéndole a Domínguez empujar el balón para marcar el 2-0.
El segundo tiempo mostraría a una UdeG anímicamente tocada y sin mucha claridad ofensiva. La Jaiba Brava, por su parte, seguiría generando peligro y al minuto 62 lograría filtrar un pase largo para dejar a Alonso Escoboza solo frente a “Pipe” López. Aunque tuvo la opción clara de asistir a un compañero para sentenciar el partido, Escoboza optó por buscar su propio gol, desperdiciando así una oportunidad inmejorable para el 3-0. Ya en la recta final del encuentro, al minuto 84, Denilson Muñoz encontraría espacio por la banda izquierda y tras una gran jugada individual soltaría un potente disparo que sería rechazado por el “Kampa”. El rebote quedaría servido para Alejandro Organista, quien sin marca solo tendría que empujar el balón al fondo de la red, marcando el 2-1 y devolviendo a los Leones Negros a la pelea por el título.
La vuelta de la final se disputaría el 24 de mayo de 2025 a las 19:00 horas en un Estadio Jalisco con poco más de 40,000 aficionados en las gradas, estableciendo un récord de asistencia en un partido de Liga de Expansión. Desde el arranque, el partido se mostraría parejo, con intentos ofensivos por parte de ambos equipos. La primera jugada clara llegaría al minuto 19, cuando Adrián Garza, de la Jaiba Brava, conectaría una volea dentro del área que obligaría a Felipe López a realizar una espectacular atajada a una mano, salvando su arco. Por parte de los universitarios, al minuto 32 llegaría una jugada polémica: tras un centro al área que fue recentrado de cabeza, el balón caería a los pies de Carlos Fierro, quien, en una posición muy discutida por posible fuera de lugar, asistiría a Bryan Flores para marcar el tanto del empate global. Sin embargo, el tanto sería invalidado por el cuerpo arbitral. Minutos más tarde, al 42, Eduardo Pérez estaría cerca de aumentar la ventaja global para la Jaiba con una volea potente desde el borde del área que terminaría estrellándose en el poste, manteniendo viva la esperanza universitaria.
El segundo tiempo se tornaría en un asedio constante por parte de los Leones Negros, que se lanzaron con todo en busca del gol que forzara el alargue. La ocasión más clara llegaría al minuto 63, cuando Edson Torres sacaría un potente disparo de larga distancia que reventaría el travesaño ante la mirada vencida del arquero tamaulipeco. El tiempo avanzaba y la tensión aumentaba. Con el global 2-1 a favor de la Jaiba, se cumplía el minuto 90 y el árbitro añadía cinco minutos más. La UdeG volcó todo su equipo al frente en un último intento desesperado por igualar la serie. Fue en el último suspiro, ya en el minuto 94, cuando Joel Pérez recuperó un balón en media cancha y mandó un centro preciso al corazón del área. Ahí, el capitán Zully Ledesma se alzó entre los defensores y con un certero remate de cabeza mandó el balón al fondo de las redes, desatando la locura en el Jalisco y forzando la prórroga con el global igualado 2-2.
En los tiempos extra, la tensión se mantendría al máximo. Apenas al minuto 97, Jesús Escoboza tendría una nueva oportunidad clara en un mano a mano tras dejar atrás a toda la defensa y al portero universitario. Sin embargo, con todo a su favor, mandó el balón desviado, perdonando lo que pudo haber sido el gol del campeonato para la Jaiba. A pesar de los constantes intentos por parte de ambos conjuntos, el marcador no se movería más, y el silbatazo final indicaría que el título se definiría desde el punto penal.
En la tanda, con la Jaiba Brava siendo el primero en ejecutar, ambas escuadras convertirían sus primeros cuatro disparos. Por parte de la UdeG, los encargados de marcar fueron Edson Torres, Edson Rivera, Juan Aguayo y Denilson Muñoz, todos con ejecuciones precisas. En el quinto disparo para la Jaiba, el guardameta tamaulipeco decidió tomar la responsabilidad, pero su tiro terminó en las gradas, dejando servida la oportunidad a los Leones Negros. Fue entonces cuando “Cuba” Sánchez tomó el balón con serenidad, y con un disparo firme al fondo de la red, sentenció la serie, coronando a los Leones Negros de la Universidad de Guadalajara como campeones de la Liga de Expansión MX.

## Rivalidades

### Tecos Fútbol Club
A lo largo de su historia, los Leones Negros de la Universidad de Guadalajara han cultivado diversas rivalidades, tanto por motivos deportivos como geográficos e institucionales. Sin embargo, entre todas, destaca la que mantienen con los Tecos Fútbol Club, considerada el Clásico Universitario de Guadalajara, por enfrentar a los dos equipos representativos de las universidades más influyentes de la zona metropolitana: la Universidad de Guadalajara (UdeG) y la Universidad Autónoma de Guadalajara (UAG).
El duelo ha vivido momentos de gran tensión, siendo el más trascendental la Final de Ascenso 2013-14, donde ambas escuadras disputaban su regreso a la Primera División. El partido de ida, celebrado en el Estadio Tres de Marzo, terminó empatado sin goles, mientras que la vuelta en el Estadio Jalisco se definió dramáticamente en tanda de penaltis a favor de los Leones Negros, quienes así consumaron su ascenso al máximo circuito. 

### Otras rivalidades

#### Club Universidad Nacional
Otro de los principales rivales universitarios de los Leones Negros es el Club Universidad Nacional, más conocido como los Pumas de la UNAM. Esta rivalidad se remonta a la final de la Liga en la temporada 1976-77, donde los tapatíos cayeron ante el conjunto capitalino. Sin embargo, la revancha llegó poco después, cuando la UdeG venció a los Pumas en la final de la Zona Norteamericana de la Copa de Campeones de la Concacaf 1978, lo que eventualmente los llevaría a conquistar el título continental. Su enfrentamiento más reciente ocurrió el 5 de abril de 2015, donde los Leones Negros bautizaron el duelo como el “Clásico Universitario”.

#### Club Deportivo Guadalajara
Existe también una rivalidad regional entre los Leones Negros y el Club Deportivo Guadalajara, más conocido como Chivas. Ambos equipos comparten la misma ciudad, y durante la primera etapa de la UdeG en Primera División compartieron el Estadio Jalisco como sede. A lo largo de 21 temporadas coincidieron en la máxima categoría (de 1974 a 1994, y nuevamente entre 2014 y 2015), con un balance generalmente favorable para el conjunto rojiblanco. Esta rivalidad se intensificó durante el último paso de los universitarios por la Liga MX, ya que las Chivas buscaban reafirmar su condición de locales en el Estadio Jalisco, pese a haberse mudado al Estadio Akron en 2010. La rivalidad entre ambos se basa principalmente en la identidad territorial dentro de Guadalajara.

#### Atlas Fútbol Club
La UdeG también mantiene una rivalidad tradicional con el Atlas Fútbol Club, motivada por la pertenencia compartida a la ciudad de Guadalajara y por haber sido copropietarios del Estadio Jalisco durante muchas temporadas. A lo largo de 20 campañas, ambos equipos han coincidido en Primera División. Sin embargo, esta rivalidad ha sido menos intensa en comparación con la que Atlas sostiene con otros equipos locales. En años recientes, con el resurgimiento de los Leones Negros, las relaciones entre ambos clubes han sido más cordiales, dándose con frecuencia partidos amistosos de pretemporada, así como la cesión de jugadores del conjunto rojinegro al universitario.

## Uniforme
El uniforme de los Leones Negros de la Universidad de Guadalajara es uno de los más emblemáticos del fútbol mexicano. Su tradicional diseño de franjas verticales en negro, rojo y amarillo representa los colores institucionales de la universidad y ha sido símbolo de identidad y orgullo para la afición melenuda. A lo largo de los años ha tenido algunas variaciones, pero siempre conservando la esencia que lo distingue, convirtiéndolo en un ícono dentro y fuera de la cancha.

### Uniforme actual
- Uniforme local: Camiseta a rayas verticales amarillas, rojas y negras, pantalón y medias negras.
- Uniforme visitante: Camiseta, pantalón y medias azul marino.

| Primer Uniforme | Segundo Uniforme |

#### Uniformes de Porteros
| Primer Uniforme | Segundo Uniforme | Tercer Uniforme |

### Uniformes recientes
| 2021-2022       | 2021-2022        | 2021-2022       | 2021-2022 | 2021-2022 | 2021-2022 | 2021-2022 | 2021-2022 | 2021-2022 | 2021-2022 | 2021-2022 | 2021-2022 |
| --------------- | ---------------- | --------------- | --------- | --------- | --------- | --------- | --------- | --------- | --------- | --------- | --------- |
| Primer Uniforme | Segundo Uniforme | Tercer Uniforme |           |           |           |           |           |           |           |           |           |
| 2020-2021       |                  |                 |           |           |           |           |           |           |           |           |           |
| Primer Uniforme | Segundo Uniforme | Tercer Uniforme |           |           |           |           |           |           |           |           |           |
| 2019-2020       |                  |                 |           |           |           |           |           |           |           |           |           |
| Primer Uniforme | Segundo Uniforme | Tercer Uniforme |           |           |           |           |           |           |           |           |           |
| 2018-2019       |                  |                 |           |           |           |           |           |           |           |           |           |
| Primer Uniforme | Segundo Uniforme | Tercer Uniforme |           |           |           |           |           |           |           |           |           |
| 2017-2018       |                  |                 |           |           |           |           |           |           |           |           |           |
| Primer Uniforme | Segundo Uniforme |                 |           |           |           |           |           |           |           |           |           |
| 2016-2017       |                  |                 |           |           |           |           |           |           |           |           |           |
| Primer Uniforme | Segundo Uniforme | Tercer Uniforme |           |           |           |           |           |           |           |           |           |
| 2015-2016       |                  |                 |           |           |           |           |           |           |           |           |           |
| Primer Uniforme | Segundo Uniforme | Tercer Uniforme |           |           |           |           |           |           |           |           |           |
| 2014-2015       |                  |                 |           |           |           |           |           |           |           |           |           |
| Primer Uniforme | Segundo Uniforme | Tercer Uniforme |           |           |           |           |           |           |           |           |           |
| 2013-2014       |                  |                 |           |           |           |           |           |           |           |           |           |
| Primer Uniforme | Segundo Uniforme | Tercer Uniforme |           |           |           |           |           |           |           |           |           |
| 2012-2013       |                  |                 |           |           |           |           |           |           |           |           |           |
| Primer Uniforme | Segundo Uniforme | Tercer Uniforme |           |           |           |           |           |           |           |           |           |

### Uniformes pasados y evolución

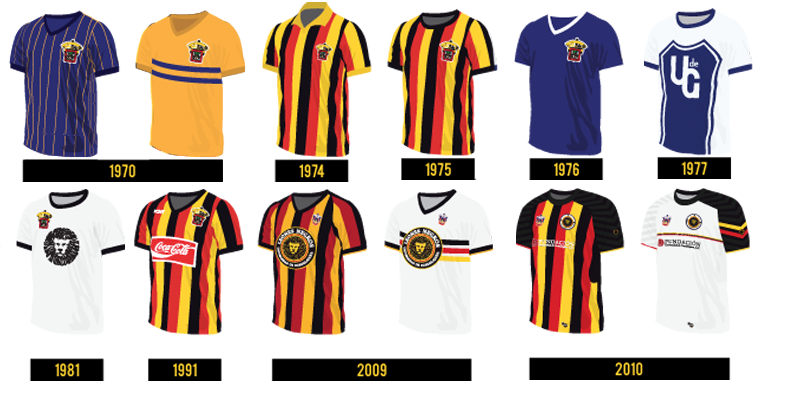
Playeras históricas del equipo de 1970 al presente.

A lo largo de su historia, los uniformes de los Leones Negros han experimentado una evolución notable hasta consolidar el característico diseño actual de franjas verticales en rojo, negro y amarillo, el cual se ha mantenido desde los años 70 y es considerado un uniforme único en el mundo del fútbol. Sin embargo, en sus inicios, el club vestía una camiseta azul con líneas verticales amarillas, acompañada de shorts y calcetas también en azul. Durante la etapa en la que el equipo fue conocido como los Venados de la UdeG, la indumentaria cambió a una camiseta amarilla con una franja que cruzaba el pecho. Por su parte, el uniforme de visita ha conservado mayormente el color blanco como base, incorporando detalles en los colores institucionales y siempre portando el emblema del león, símbolo representativo de la Universidad de Guadalajara.

#### Evolución del uniforme local
|  |  |  |  |  |

#### Evolución del uniforme visitante
|  |  |  |  |  |  |

### Antecedentes de proveedores
A continuación se enumeran en orden cronológico el fabricante de las indumentarias desde la reaparición del club en 2009.
| Peiodo    | Proveedor          |
| --------- | ------------------ |
| 2009-2013 | Producción interna |
| 2013-2016 | Lotto              |
| 2016-2018 | Charly             |
| 2018-2021 | Umbro              |
| 2021-2025 | Sporelli           |

## Estadio

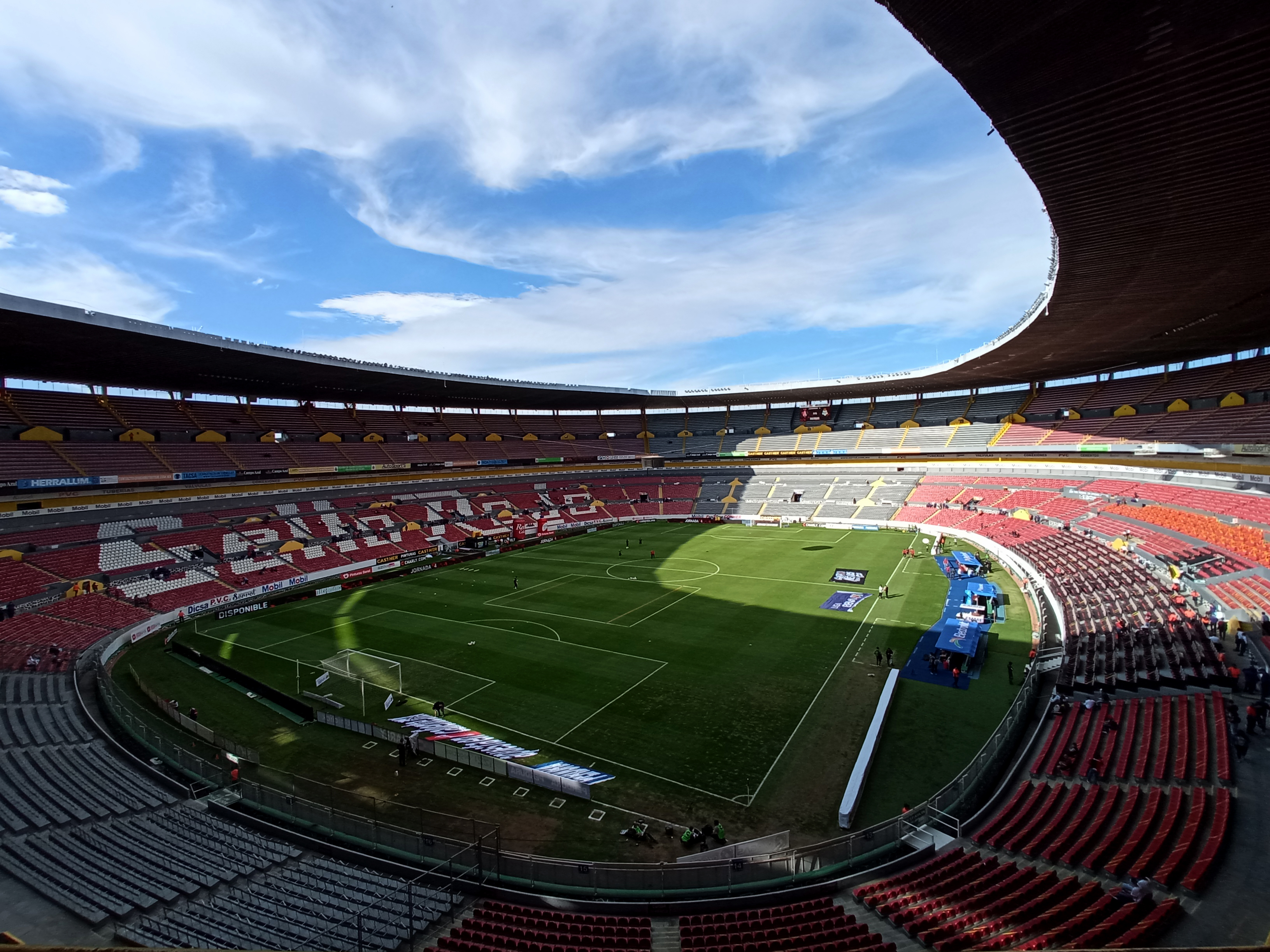
Estadio Jalisco.

El Estadio Jalisco es el tercero más grande de México. Con una capacidad de 56,713 espectadores. Fue fundado en 1960, y ha sido sede en la Copa Mundial de Fútbol de 1970 y Copa Mundial de Fútbol de 1986. Actualmente es la casa de los Leones Negros de la Universidad de Guadalajara y del Atlas de Guadalajara.
Está ubicado en la Calle 7 Colinas n.º 1772, esquina con la Avenida Fidel Velázquez a una cuadra de la Calzada Independencia, en la Colonia Independencia, C.P. 44290, en Guadalajara, Jalisco, México.

## Jugadores

### Altas y bajas: Apertura 2025
| Altas         | Altas     | Altas         | Altas    |
| Jugador       | Posición  | Procedencia   | Tipo     |
| ------------- | --------- | ------------- | -------- |
| René López    | Defensa   | C.F. Pachuca  | Préstamo |
| Jesús Brígido | Delantero | C.F. Pachuca  | Préstamo |
| Raúl Camacho  | Delantero | Mazatlán F.C. | Préstamo |

| Bajas               | Bajas         | Bajas              | Bajas           |
| Jugador             | Posición      | Destino            | Tipo            |
| ------------------- | ------------- | ------------------ | --------------- |
| Francisco Rabago    | Defensa       | Bandera de ?       | Fin de contrato |
| Alejandro Organista | Mediocampista | Club Puebla        | Traspaso        |
| Jahaziel Marchand   | Mediocampista | C.F. Pachuca       | Fin de préstamo |
| Alberto Ocejo       | Delantero     | Club Santos Laguna | Fin de préstamo |
| Edson Torres        | Delantero     | Club Jaiba Brava   | Traspaso        |

### Máximos goleadores
| # | Jugador         | Liga | Copa | Total |
| - | --------------- | ---- | ---- | ----- |
| 1 | Luis Plascencia | 91   | 3    | 94    |
| 2 | Daniel Guzmán   | 55   | 9    | 64    |
| 3 | Octavio Mora    | 61   | 3    | 64    |
| 4 | Jorge Dávalos   | 55   | 1    | 56    |
| 5 | Humerto Romero  | 39   | 2    | 41    |

### Máximos partidos
| # | Jugador         | Período | Partidos |
| - | --------------- | ------- | -------- |
| 1 | Jorge Dávalos   | 1977-91 | 441      |
| 2 | Humerto Romero  | 1982-94 | 417      |
| 3 | Luis Plascencia | 1976-90 | 342      |
| 4 | Alfonso Sosa    | 1985-93 | 226      |
| 5 | Octavio Mora    | 1985-93 | 208      |

## Participaciones internacionales
| Competición                          | Edición          |
| ------------------------------------ | ---------------- |
| Liga de Campeones de la Concacaf (3) | 1978, 1989, 1991 |
| Recopa de la Concacaf (1)            | 1991             |

## Entrenadores
Datos a partir de la reaparición del equipo en el Torneo Apertura 2009
| Nombre         | País   | De                | Hasta             |
| -------------- | ------ | ----------------- | ----------------- |
| Sergio Díaz    | México | Apertura 2009     | Apertura 2009     |
| Carlos Mendoza | México | Bicentenario 2010 | Bicentenario 2010 |
| Héctor Medrano | México | Bicentenario 2010 | Apertura 2011     |
| Alfonso Sosa   | México | Clausura 2012     | Clausura 2015     |
| Daniel Guzmán  | México | Apertura 2015     | Clausura 2016     |
| Joel Sánchez   | México | Apertura 2016     | Clausura 2017     |
| Jorge Dávalos  | México | Apertura 2017     | Clausura 2019     |
| Ricardo Rayas  | México | Apertura 2019     | Apertura 2019     |
| Jorge Dávalos  | México | Apertura 2019     | Apertura 2021     |
| Alfonso Sosa   | México | Apertura 2021     | Actualidad        |

## Palmarés

### Torneos nacionales
| Competición nacional                                  | Títulos        | Subcampeonatos                       |
| ----------------------------------------------------- | -------------- | ------------------------------------ |
| Primera División de México (0/3)                      |                | 1975-76, 1976-77, 1989-90.           |
| Copa México (1/2)                                     | 1990-91.       | 1974-75, 1988-89.                    |
| Torneo de Nuevos Valores (1/0)                        | 1978.          |                                      |
| Liga de Ascenso de México (1/1)                       | Apertura 2013. | Clausura 2018.                       |
| Campeón de Ascenso (1/0)                              | 2013-14.       |                                      |
| Liga de Expansión MX (1/1)                            | Clausura 2025. | Clausura 2024.                       |
| Campeón de Campeones de la Liga de Expansión MX (0/1) |                | 2024-2025.                           |
| Segunda División de México (1/3)                      | 1996-1997.     | 1973-1974, 1994-1995, Clausura 2005. |

### Torneos internacionales
| Competición internacional              | Títulos | Subcampeonatos |
| -------------------------------------- | ------- | -------------- |
| Copa de Campeones de la CONCACAF (1/0) | 1978.   |                |

## Temporadas
| Temporada                  | División               | Posición                | Copa    |
| -------------------------- | ---------------------- | ----------------------- | ------- |
| 2009                       | Franquicia             | C.D. Tapatío            |         |
| Apertura 2009              | 2.Ascenso MX           | 16o.                    |         |
| Bicentenario 2010          | 2.Ascenso MX           | 16o.                    |         |
| Apertura 2010              | 2.Ascenso MX           | 15o.                    |         |
| Clausura 2011              | 2.Ascenso MX           | 16o.                    |         |
| Apertura 2011              | 2.Ascenso MX           | 12o.                    |         |
| Clausura 2012              | 2.Ascenso MX           | 6o. (Cuartos)           |         |
| Apertura 2012              | 2.Ascenso MX           | 14o.                    | Grupos  |
| Clausura 2013              | 2.Ascenso MX           | 1.º (Semifinal)         | No      |
| Apertura 2013              | 2.Ascenso MX           | 5o. (Campeón)           | Grupos  |
| Clausura 2014              | 2.Ascenso MX           | 4o. (Cuartos) (Ascenso) | Grupos  |
| Apertura 2014              | 1.Liga MX              | 14o.                    | Grupos  |
| Clausura 2015              | 1.Liga MX              | 16o.(Descenso)          | Grupos  |
| Apertura 2015              | 2.Ascenso MX           | 8o.                     | Grupos  |
| Clausura 2016              | 2.Ascenso MX           | 1.º (Semifinal)         | Grupos  |
| Apertura 2016              | 2.Ascenso MX           | 14o.                    | Octavos |
| Clausura 2017              | 2.Ascenso MX           | 11o.                    | No      |
| Apertura 2017              | 2.Ascenso MX           | 14o.                    | Octavos |
| Clausura 2018              | 2.Ascenso MX           | 3o. (Subcampeón)        | No      |
| Apertura 2018              | 2.Ascenso MX           | 8°. (Cuartos)           | No      |
| Clausura 2019              | 2.Ascenso MX           | 10°.                    | Grupos  |
| Apertura 2019              | 2.Ascenso MX           | 4°. (Cuartos)           | Grupos  |
| Guard1anes 2020            | 2.Liga de Expansión MX | 14°.                    |         |
| Guard1anes Clausura 2021   | 2.Liga de Expansión MX | 16°.                    |         |
| Grita México Apertura 2021 | 2.Liga de Expansión MX | 6°. (Cuartos)           |         |
| Grita México Clausura 2022 | 2.Liga de Expansión MX | 2°. (Cuartos)           |         |
| Apertura 2022              | 2.Liga de Expansión MX | 3°. (Semifinal)         |         |
| Clausura 2023              | 2.Liga de Expansión MX | 13°. (Cuartos)          |         |
| Apertura 2023              | 2.Liga de Expansión MX | 2°. (Semifinal)         |         |
| Clausura 2024              | 2.Liga de Expansión MX | 2°. (Subcampeón)        |         |
| Apertura 2024              | 2.Liga de Expansión MX | 3°. (Semifinal)         |         |
| Clausura 2025              | 2.Liga de Expansión MX | 1°. (Campeón)           |         |

## Filiales
| Equipo                 | División           |
| ---------------------- | ------------------ |
| Leones "B"             | 3.Segunda Serie A  |
| Leones "C"             | 5.Tercera División |
| Leones Lagos de Moreno | 5.Tercera División |